# Colonel Heeza Liar Fools the Enemy
Colonel Heeza Liar Fools the Enemy  (deutsch: Oberst Heeza Liar täuscht den Feind) ist ein US-amerikanischer Animationsfilm des Regisseurs und Animators John Randolph Bray aus dem Jahr 1915.

## Hintergrund
Im Kriegsjahr 1915 thematisierten zehn Trickfilm-Episoden um die Figur Colonel Heeza Liar den Krieg in Europa. Da der Kriegseintritt der Vereinigten Staaten erst 1917 erfolgte, musste ein Rahmen gefunden werden, der dem US-Amerikaner Heeza Liar den Besuch der Kriegsschauplätze erlaubte. Er berichtete dementsprechend als Kriegsberichterstatter für die Tageszeitung The Daily Bluff aus Europa. Diese Rolle hinderte ihn nicht daran, auf vielfältige Weise in das Kriegsgeschehen einzugreifen.

## Handlung
Colonel Heeza Liar sitzt im Schützengraben, mit seiner Schreibmaschine auf dem Schoß, und verfasst „Augenzeugenberichte“ über Ereignisse, bei denen er gar nicht anwesend war.
Sein Erfolg bei den Lesern führt dazu, dass er eine Kamera bekommt, um die so beeindruckend geschilderten Kriegsszenen zu filmen. Er fügt sich in sein Schicksal und baut vor Angst zitternd seine Kamera an der Frontlinie auf. Alles läuft gut, bis Heeza Liar sich in einem Kugelhagel wiederfindet.
Er ist von dem Mut eines Soldaten angetan, der einem größeren Geschoss ausweicht. Sein Stativ wird ihm unter der Kamera weggeschossen, Dutzende Kugeln verfehlen ihn nur knapp, doch er filmt unbeirrt weiter.
Schließlich erklimmt er ein Geschütz, versucht sich im Rohr zu verstecken, und wird wie eine Kanonenkugel hinter die französischen Linien geschossen.
Dort schließt er Freundschaft mit einem französischen Offizier und hilft ihm, indem er mit einer selbst gebauten Bombe die Deutschen aus ihren Schützengräben vertreibt. Anschließend wird er zu seinem Erstaunen für seine Tapferkeit ausgezeichnet.

## Produktionsnotizen
Colonel Heeza Liar Fools the Enemy wurde von der Pathé als Split Reel mit einer Länge von 600 Fuß vertrieben. Der zweite Film, mit einer Länge von 400 Fuß, war der vierte Teil der Naturdokumentation An Intimate Study of Birds des Naturfilmers Oliver G. Pike.

### Anmerkung
Colonel Heeza Liar Fools the Enemy wird in der Literatur und in Filmdatenbanken im Internet wie der IMDb (Internet Movie Database) und der Sammlung von freien Medien Wikimedia Commons fälschlich mit dem Titel Colonel Heeza Liar Foils the Enemy (etwa Colonel Heeza Liar vereitelt [den Angriff] des Feindes) versehen. Zeitgenössische Fachzeitschriften geben den richtigen Titel an.